# 灵城镇 (灵璧县)
灵城镇，是中华人民共和国安徽省宿州市灵璧县下辖的一个乡镇级行政单位。

## 行政区划
灵城镇下辖以下地区：
太平社区、隍庙社区、光明社区、虹川社区、南姚社区、东蔬社区、西关社区、北关社区、滨河社区、庄陈村、周田村、徐杨村、山西村、山桥村、山南村、七里村、罗田村、刘赵村、亢田村、界沟村、高许村、东北村和良种厂生活区。